# Chu T’ien-hsin
Chu T'ien-hsin (en chinois : 朱天心 ; en pinyin : Zhū Tiānxin),  née le 12 mars 1958, à Kaohsiung, est une romancière taïwanaise.

## Biographie
Chu T’ien-hsin, née le 12 mars 1958, à Kaohsiung, est un des écrivains les plus importants de Taiwan. Elle est la fille de Chu Hsi-ning (Zhu Xining, 朱西宁, 1927-1998), et la sœur de Chu Tien-wen (Zhu Tianwen, 朱天心, née en 1958), lesquels sont eux aussi des romanciers.
Vers la fin des années 1970, avec sa sœur, elle créé la revue Sansan jikan (zh) (三三季刊), puis les éditions Sansan shufang (三三書坊). Le symbole du double-trois (san-san 三三) faisant référence conjointement aux trois principes du peuple de Sun Yat-sen et à la trinité chrétienne.
Plusieurs de ses nouvelles ont été traduites en français.

## Prix littéraires
En 1976, elle reçoit le prix du meilleur roman qui est décerné par le United Daily News (en) (Lianhebao) ; en 1978 et en 1979, elle est récompensée par le quotidien taïwanais China Times (en) ; et, en 1981, elle reçoit une nouvelle fois le prix du meilleur roman du Lianhebao.

## Traductions en français
- À mes frères du village de garnison (Xiang wo juancun de xiongdimen 想我眷村的兄弟們, 1992), nouvelle, trad. par Olivier Bialais, in Angel Pino & Isabelle Rabut (éd.), À mes frères du village de garnison : anthologie de nouvelles taïwanaises contemporaines, Bleu de Chine, coll. Lettres taïwanaises, Paris, 2001, pp. 93-129.
- Le Dernier Train pour Tamsui (Danshui zuihou lieche 淡水最後列車, 1984), nouvelle, trad. par Angel Pino et Isabelle Rabut, in Angel Pino & Isabelle Rabut, Anthologie de la famille Chu, Christian Bourgois éditeur, coll. Lettres taïwanaises, Paris, 2004, pp. 227-272.
- Je me souviens (Wo jide 我記得……, 1987), nouvelle, trad. par Angel Pino et Isabelle Rabut, in Angel Pino et Isabelle Rabut, Anthologie de la famille Chu, pp. 273-310.
- Le Chevalier de la Mancha (Lamancha zhishi 拉曼查志士, 1994), nouvelle, trad. par Angel Pino et Isabelle Rabut, in Angel Pino & Isabelle Rabut (éd.), Anthologie de la famille Chu, pp. 311-329.
- Ancienne capitale, Actes Sud, 2022 (古都, Gudu, 1997), trad. Angel Pino et Isabelle Rabut, 192 p.  (ISBN 978-2330164041)